# Українсько-кубанський договір
Українсько-кубанський договір — договір Української народної республіки з Кубанським краєм, підписаний у Варшаві 7 серпня 1920.
У договорі уряди обох країн зобов’язалися щодо взаємної підтримки у військових, політичних, господарських і фінансових справах задля виборювання державної незалежності; відмовилися укладати будь-які договори чи конвенції з іншими державами, які б суперечили інтересам обох сторін; виявили намір укласти між собою морську конвенцію, а також договори, які б регулювали господарські та фінансові стосунки між обома республіками.

У договорі серед іншого сказано: 
«...виходячи з щирого й твердого переконання, в спільности історичноі долі і завдань і спільних інтересів братніх Республік Украіни і Кубані в іх боротьбі за політичне визволення і державну незалежність, — визнали необхідним заключити між собою договір на таких умовах:
§ I. Уряд Украінської Народньоі Республіки і Уряд Кубанського Краю взаємно визнають Кубанський край з Чорноморщиною і Українську Народню Республіку політично незалежними і суверенними державами.
§ 2. Уряд Украінської Народньоі Республіки і Уряд Кубанського Краю взаємно зобов'язуються підпирати один одного в спільній боротьбі за державну незалежність обох Республік в справах військових, політичних, господарських і фінансових.
§ 3. Уряд Украінської Народньоі Республіки і Уряд Кубанського Краю взаємно зобов'язуються не заключати ніяких договорів чи конвенцій з іншими державами, котрі були-б направлені проти інтересів котрого-небудь із учасників цього договору».
На той час Договір мав лише символічне значення і не мав та не міг мати через об'єктивні обставини жодних політичних чи мілітарних наслідків.